# Gallotia simonyi simonyi
El llangardaix gegant del Roque Chico del Salmor (Gallotia simonyi simonyi) és una subespècie de llangardaix extint propi de l'illa d'El Hierro (Illes Canàries, Espanya).
Aquesta subespècie estava present en el Roque Chico de Salmor al nord-oest de l'Illa d'El Hierro i a uns centenars de metres de la seva costa (municipi de Valverde). Entorn de l'any 1935 després de les contínues visites de col·lectors i traficants d'animals, va desaparèixer de la zona pel que es va donar per extingida la subespècie del Roque Chico de Salmor i amb ella se suposava que desapareixia l'espècie, ja que no es va conèixer fins al 1974 l'existència d'una població relíctica de l'altra subespècie Gallotia simonyi machadoi o llangardaix gegant del Hierro en el cingle de Tibataje, a la costa d'El Hierro.

## Reintroducció
Des de 1986 s'està duent a terme un pla de cria en captivitat de la subespècie machadoi en el qual han nascut diversos centenars d'individus. Part d'aquests llangardaixos s'han destinat a realitzar algunes reintroduccions experimentals en tres punts de l'àrea primitiva de distribució de l'espècie. La primera d'aquestes reintroduccions es van dur a terme al febrer de 1999 en el lloc on habitava la subespècie extinta Gallotia simonyi simonyi (Roque Chico de Salmor) on es van alliberar 37 individus subadults. En l'actualitat aquesta població està plenament estabilitzada, amb índexs de mortalitat molt baixos, taxes elevades de creixement i evidències de reproducció.